# Glypta protrusa
Glypta protrusa är en stekelart som beskrevs av Dasch 1988. Glypta protrusa ingår i släktet Glypta och familjen brokparasitsteklar. Inga underarter finns listade i Catalogue of Life.